# Đạo Tú
Đạo Tú là một xã thuộc huyện Tam Dương, tỉnh Vĩnh Phúc, Việt Nam.
Xã Đạo Tú có diện tích 7,88 km², dân số năm 1999 là 5.270 người, mật độ dân số đạt 669 người/km².